# Апресян, Рубен Грантович
Рубе́н Гра́нтович Апреся́н (род. 30 декабря 1953, Москва) — советский и российский философ, доктор философских наук (1993), профессор (2000). Заведующий сектором этики Института философии РАН с 1994 года по настоящее время.

## Биография
Сын философа Г. З. Апресяна (1903—1982); племянник деятеля спецслужб Д. З. Апресяна; двоюродный брат лингвиста Ю. Д. Апресяна.
В 1976 году окончил философский факультет Московского государственного университета имени М. В. Ломоносова.
В 1981 — 1987 годах — преподаватель кафедры этики философского факультета МГУ им. М. В. Ломоносова.
В 1987 — 1993 годах — старший научный сотрудник сектора этики Института философии РАН (до 1992 — АН СССР).
1989—1991 годы — член совета директоров конференции «Выживание планеты», Дубровник (при поддержке Фонда Сороса).
В 1988 году совместно с философом Абдусаламом Гусейновым создал в Институте философии АН центр «Этика ненасилия». В 1991 году центр организовал российско-американскую конференцию «Ненасильственное решение массовых социальных конфликтов».
В 1991 году — приглашённый профессор кафедры философии Университета Уилфрида Лорье.
С 1994 — по настоящее время — заведующий сектором (лабораторией) этики Института философии РАН.
В 1995—2001 годах — профессор кафедры философии Тульского государственного педагогического университета им. Л. Н. Толстого.
С 1996 — по настоящее время — профессор кафедры этики философского факультета МГУ им. М. В. Ломоносова.
С 1999 — по настоящее время — профессор-совместитель Института философии (факультета) Государственного университета гуманитарных наук
В 2001—2004 годах — профессор-совместитель Московской высшей школе социальных и экономических наук.
С 2003 года — по настоящее время — главный научный сотрудник Центра прикладной этики Тюменского государственного университета нефти и газа; приглашённый профессор Новгородского государственного университета им. Ярослава Мудрого.
С 2012 года — заведующий отделом аксиологии и философской антропологии Института философии РАН.
В декабре 2022 года был признан Минюстом России иностранным агентом.
Под научным руководством Р. Г. Апресяна в 1996—2006 годы подготовлено к защите 6 аспирантов, а в 2002—2006 годах — 2 докторанта.

## Научная деятельность
В 1979 году в МГУ им. М. В. Ломоносова защитил диссертацию на соискание учёной степени кандидата философских наук по теме «Учения о моральном чувстве в английском этическом сентиментализме XVIII века».
В 1993 году в Институте философии РАН защитил диссертацию на соискание учёной степени доктора философских наук по теме «Идея морали и базовые нормативно-этические программы».
Автор трудов в области истории и теории моральной философии, происхождения морали, нормативной и прикладной этики, философских проблем войны, образования, ненасилия, толерантности, любви.

## Научные труды

### Монографии
- Апресян Р. Г. К. Маркс, Ф. Энгельс, В. И. Ленин о морали и нравственном воспитании. Сборник / Ред.-составители — Р. Г. Апресян и В. Г. Иванов. — М.: Политиздат, 1985. — 528 с.
- Апресян Р. Г. Постижение добра. — М.: Молодая Гвардия, 1986. — 207 с.
- Апресян Р. Г. Из истории этики Нового времени. Этический сентиментализм. — М.: МГУ, 1986. — 80 с.
- Апресян Р. Г., Гусейнов А. А., Скрипник А. П. Основы марксистско-ленинской этики. — М.: Высшая школа, 1987. — 240 с.
- Apresyan R.G. Ascenso a la moral (Восхождение к морали). — Moscow, Editorial Progreso, 1991. — 286 с. (на испанском языке)
- Апресян Р. Г. Идея морали и базовые нормативно-этические программы. — М.: Институт философии, 1995.
- Апресян Р. Г. Мораль и рациональность / Отв. ред., автор предисловия — Р. Г. Апресян. — М.: Институт философии, 1995. — 181 с.
- Апресян Р. Г. Опыт ненасилия в XX столетии: Социально-этические очерки. / Под ред. Р. Г. Апресяна. — М.: Аслан, 1996.
- Апресян Р. Г. Гражданское участие: ответственность, сообщество, власть. Неконцептуальный сборник / Отв. ред. Р. Г. Апресян. М.: Аслан, 1997. — 110 с.
- Апресян Р. Г. Этика: новые старые проблемы. К шестидесятилетию Абдусалама Абдулкеримовича Гусейнова / Отв. ред. Р. Г. Апресян. — М.: Гардарики, 1999. — 256 с.
- Апресян Р. Г. Нравственные ограничения войны: Проблемы и примеры / Под ред. Б.Коппитерса, Н. Фоушина, Р. Апресяна. — М.: Гардарики, 2002.
- Апресян Р. Г. Насилие и ненасилие: Философия, политика, этика. Материалы электронной конференции / Под ред. Р. Г. Апресяна. — М.: МИОС, 2002.
- Апресян Р. Г. Общественная мораль: философские, нормативно-этические и прикладные проблемы (недоступная ссылка)  (недоступная ссылка с 19-05-2013 [4441 день] — история) / Под ред. Р. Г. Апресяна. — М.: Альфа-М, 2009.
- Апресян Р. Г. Философия и этика. Сборник научных трудов: К 70-летию академика А. А. Гусейнова / Отв. ред. и сост. — Р. Г. Апресян. — М.: Альфа-М, 2009.
- Апресян Р. Г. Этика и экология / Отв. ред. — Р. Г. Апресян. — Великий Новгород: Новгородский межрегиональный институт общественных наук, 2010. — 368 с.
- Апресян Р. Г. О праве лгать / Сост. и ред. — Р. Г. Апресян. — М., 2011.
- Апресян Р. Г. Нравоперемена Ахилла. Истоки морали в архаическом обществе (На материале гомеровского эпоса). — М.: Альфа-М, 2013.

### Энциклопедии
- Словарь по этике. / 6-е изд. — М.: Политиздат, 1989.
  - Автономия; Авторитет; Активность; Альтруизм (в с/а с Холостовой); Благодеяние (в с/а); Бюрократизм; Выбор моральный; Гордость; Демагогия (с/а); Дисциплина (в с/а с О. Г. Дробницким); Добро; Догматизм; Единство слова и дела; Идеал (с/а); Индивидуализм; Интерес; Интернационализм; (в с/а с Б. Д. Яковлевым); Категорический императив (в соавторстве с Поляковым); Клевета; Коллективизм; Локк; Мандевиль; Месть; Наказание; Общественное мнение; Обязанность; Патриотизм; Пережитки; Польза; Поощрение; Порицание; Преступление; Привычки; Принуждение; Равенство; Распутство; Склонность; Смысл жизни; Товарищество; Трудовая нравственность; Фетишизм; (в соавторстве с О. Г. Дробницким); Хатчесон; Шефтсбери; Цель; Юм (в соавторстве с Боголюбовой)
- Этика: Энциклопедический словарь / Под общ.ред. Р. Г. Апресяна, А. А. Гусейнова. — М.: Гардарики, 2001.
  - Статьи — Аболиционизм; Агапэ; Альтруизм; «Басня о пчёлах» [Мандевиля]; Беспристрастность; Благодарность; Благодеяние; «Благое вижу, хвалю, но к дурному влекусь»; Благожелательность; Благотворительность; Вина; Всеобщность; Выбор; Гедонизм; Геракла выбор; Гражданское неповиновение; Добро; Добропорядочность; Достоинство; Дружба; Заключенного дилемма; Заповедь любви; Идеал; Индивидуализм; «Исследование о добродетели, или заслуге» [Шефтсбери]; «Исследования о происхождении наших идей красоты и добродетели» [Хатчесона]; Корпоративизм; «Любите врагов ваших»; Любовь; Максима; Милосердие; Мораль; «Наибольшее счастье наибольшего числа людей»; «Не судите, да не судимы будете»; Нравственность; Нравы; Обязанность; Пацифизм; Польза; «Понятие морали» [Дробницкого]; Порнография (в соавторстве с О. Ворониной); Прагматизм; Праксеология; Пробабилизм; Проституция (в соавторстве с О. П. Зубец); Прощение (в соавторстве с Е. Д. Мелешко); Распутство; Свобода; Сентиментализм этический; Совершенство; Совесть; Справедливой войны принципы; Удовольствие; Утилитаризм; «Утилитаризм» [Дж. С. Милля]; Фанатизм; «Цель оправдывает средства»; «Человек человеку волк»; Эволюционная этика; Эгоизм; Этикет
- Новая философская энциклопедия: в 4 т. / Ин-т философии РАН; Нац. обществ.-науч. фонд; Предс. научно-ред. совета В. С. Стёпин. — М.: Мысль, 2000—2001. — ISBN 5-244-00961-3. 2-е изд., испр. и допол. — М.: Мысль, 2010. — ISBN 978-5-244-01115-9.
  - Агапэ; Альтруизм; Аскетизм; Благотворительность; Вина; Выбор моральный; Гедонизм; Гражданское неповиновение; Добро; Достоинство; Дружба; Заключенного дилемма; Заповедь любви; Идеал; Милосердие; Мораль; Непротивление злу; Нравственность; Нравы; Обязанность; Польза; Прощение; Свобода; Сентиментализм этический; Совершенство; Совесть; Удовольствие; «Утилитаризм» (Дж. С. Милля); Эволюционная этика; Эгоизм
- Энциклопедия для детей. Т. 18: Человек. Ч. III Духовный мир человека) / Вед. ред. тома Т. Каширина. — М.: Аванта+, 2004.
  - Между добром и злом; Конструктивно ли зло? Что такое идеал; Добро и долг; Долг и обязанность; О долге; Оправдывает ли цель средства
- Новая школьная энциклопедия: Человек. — М.: РОСМЭН; Мир книги, 2005.
  - Эгоизм и альтруизм; Мораль; Нравственное самоопределение; Совесть; Дружба; Счастье; Долг; Достоинство; Ответственность; Индивидуализм; Добро и зло; Добродетель и порок; Идеал; Милосердие; Свобода
- Психологический словарь / Под ред. П. С. Гуревича. — М.: Олма-пресс, Образование, 2007
  - Альтруизм, Благожелательность, Гедонизм, Добро-зло, Индивидуализм, Милосердие, Мораль, Наслаждение, Польза, Совесть, Справедливость, Эгоизм

### Учебники
- Апресян Р. Г., Гусейнов А. А. Этика: Учебник для высших учебных заведений. — М.: Гардарики, 2000. — 472 с.
- Апресян Р. Г. Этика: Учебник. — М.: КНОРУС, 2017. — 356 с.

### Статьи
- Апресян Р. Г. Учение о благожелательности в этике Ф. Хатчесона // Вестник МГУ. Философия. 1977. — № 3. — С. 61—71.
- Апресян Р. Г. Шефтсбери о моральном чувстве // Философские науки. — 1979. — № 6. — С. 149—152.
- Апресян Р. Г. Место моральных качеств в структуре нравственности // Моральные качества личности и основные аспекты их изучения. — М.: ИФАН СССР, 1980. — С. 11—19.
- Апресян Р. Г. Эмоциональные механизмы нравственности (К постановке проблемы в английском этическом сентиментализме // Вопросы философии. — 1981. — № 5. — С. 113—124.
- Апресян Р. Г. Когнитивный аспект функционирования эмоций и интеллекта в нравственности // Рациональное и эмоциональное в нравственности. — М.: МГУ, 1983. — С. 6—26.
- Apresyan R.G. Altruismus und Kollektivismus // Ethische Aspekte der sozialistischen Lebensweise. — Berlin, Humboldt-Universitat zu Berlin, 1985. — Р. 78—88.
- Апресян Р. Г. Проблема «другого Я» и моральное самосознание личности // Философские науки. — 1986. — № 6. — С. 53—59.
- Апресян Р. Г. Неявные противоречия доброжелательного общения // Проблемы нравственной культуры общения. — Вильнюс: Институт философии, социологии и права АН Лит. ССР, 1986. — С. 69—73.
- Апресян Р. Г. Природа морали // Философские науки. — 1991. — № 12. — С. 53—64.
- Apresyan R.G. The Year of People Power // The Ploughshares Monitor. Waterloo, On. March, 1992, Vol. XIII, No. 1. — Р. 1—4.
- Апресян Р. Г. Ненасилие и права человека // Ненасилие: философия, этика, политика / Под ред. А. А. Гусейнова. — M.: Наука, 1993. — С. 42—53.
- Апресян Р. Г. Изначальные детерминанты нравственного опыта // Вопросы философии. — 1993. — № 8. — С. 32—43.
- Апресян Р. Г. Заповедь любви // Человек. — 1994. — № 1. — С. 103—111;
- Апресян Р. Г. Заповедь любви // Человек. — 1994. — № 2. — С. 5—14;
- Апресян Р. Г. Заповедь любви // Человек. — 1994. — № 3. — С. 22—32.
- Apresyan R.G. The Ideas of Freedom and Liberty in the Russian Mentality // Concerned Philosophers for Peace Newsletter, Fall 1994, Vol. 14, No. 2. — P. 12—18.
- Апресян Р. Г. Путчи нашего времени // Вопросы философии. — 1995. — № 5. — С. 36—39.
- Апресян Р. Г. Нормативные модели моральной рациональности // Мораль и рациональность / Отв. ред. Р. Г. Апресян. — М.: Институт философии РАН, 1995. — С. 94—118.
- Апресян Р. Г. Одухотворенность // Человек. — 1996. — № 4. — С. 60—74.
- Апресян Р. Г. Народное сопротивление августовскому путчу // Опыт ненасилия в XX столетии: Социально-этические очерки. — М.: Аслан, 1996. — С. 200—230.
- Апресян Р. Г., Артемьева О. В., Максимов Л. В. Проблемы этики. О систематизации этического знания // Философские науки. — № 1. — 1997.
- Апресян Р. Г. Пределы релятивизма // Философский прагматизм Ричарда Рорти и российский контекст / Отв. ред. А.Рубцов. — М.: Традиция, 1997. — С. 189—211.
- Апресян Р. Г. Гражданское общество: участие и ответственность // Гражданское участие: ответственность, сообщество, власть / Отв. ред. Р. Г. Апресян. — М.: Аслан, 1997. — С. 31—44.
- Апресян Р. Г. Гражданское общество // Гражданское участие: ответственность, сообщество, власть / Отв. ред. — Р. Г. Апресян. — М.: Аслан, 1997. — С. 8—19.
- Apresyan R.G. Business Ethics in Russia // Journal of Business Ethics. — 1997. — Vol. 16. — P. 1561—1570.
- Апресян Р. Г. Дилеммы благотворительности // Общественные науки и современность. — 1997. — № 6. — С. 67—80.
- Апресян Р. Г. Сила и насилие слова // Человек. — 1997. — № 5. — С. 133—137.
- Apresyan R.G. Mahatma Gandhi’s Heritage and Contemporary Russian Experience // Stepaniants M.T. Gandhi and the World Today: A Russian Perspective. — New Delhi: Rajendra Prasad Academy, 1998. — P. 79—84.
- Апресян Р. Г. Мораль // Философские науки. — 1998. — № 3-4. — С. 99—112.
- Апресян Р. Г. Филантропия: милостыня или социальная инженерия? // Общественные науки и современность. — 1998. — № 5. — С. 51—60.
- Apresyan R.G. Violent Speach [Насильственная речь] // Peace Review: A Transnational Quarterly. — Vol. 10. — No. 4. December 1998. — pp. 573–578.
- Апресян Р. Г. Золотое правило // Этика: новые старые проблемы. К шестидесятилетию Абдусалама Абдулкеримовича Гусейнова. — М.: Гардарики, 1999. — С. 9—29.
- Апресян Р. Г. Перфекционистский и дисциплинарный языки морали // Оправдание морали: Сборник научных статей к 70-летию Ю. В. Согомонова / Отв. ред. — В. И. Бакштановский, А. Ю. Согомонов. — М.; Тюмень: Издание Центра прикладной этики и НИИ прикладной этики ТюмГНГУ, 2000. — С. 38—53.
- Апресян Р. Г. От «дружбы» и «любви» — к «морали»: об одном сюжете в истории идей // Этическая мысль / Под ред. А. А. Гусейнова. — М.: ИФРАН, 2000. — С. 182—194.
- Апресян Р. Г. Талион и золотое правило: критический анализ сопряженных контекстов  (недоступная ссылка с 19-05-2013 [4441 день] — история) // Вопросы философии. — 2001. — № 3. — С. 72—84 (копия)
- Apresyan R.G. Towards the Idea of Civil Society // Sandham: Journal of Centre for Studies in Civilizations. — Vol. I. — № 1, January—June 2001. — P. 93—110.
- Апресян Р. Г. Ресентимент и историческая динамика морали // Этическая мысль. Вып. 2 / Отв. ред. А. А. Гусейнова. — М.: ИФРАН, 2001. — С. 27—40.
- Апресян Р. Г. Функциональные особенности благотворительности // Благотворительность в России: Социальные и исторические исследования. — СПб.: Лики России, 2001. — С. 41—55.
- Apresyan R.G. Ethical Criteria for Space Use — a Russian Perspective // Space Use and Ethics. Vol. I: Papers / Ed. W.Bender, R.Hagen, M.Kalinovski, J.Scheffran. — Münster: Agenda Verlag, 2001. — P. 93—104.
- Апресян Р. Г., Фоушин Н., Коппитерс Б. Введение // Нравственные ограничения войны: Проблемы и примеры. — М.: Гардарики, 2002. — С. 15—46;
- Апресян Р. Г., Фоушин Н., Коппитерс Б. Крайнее средство // Нравственные ограничения войны: Проблемы и примеры. — М.: Гардарики, 2002. — С. 141—167.
  - Также опубликовано: Moral Constraints of War: Principles and Cases / ed. Bruno Coppiters and Nick Fotion. — New York: Westview Publishers, 2002. — P. 1—24, 101—128.
  - Также опубликовано: Daolun // Zhanzheng de daode zhiyue: lengzhan hou jubu zhanzheng de zhexue sikao (Моральные ограничения войны: Философские размышления о локальных войнах после "холодной войны) / Под ред. Бруно Коппитерса, Ника Фоушна, Bruno Coppieters, Nick Fotion, Yinhong Shi, Beijing: Falü Chubanshe, 2003. — P. 1—28, 115—138 (на кит яз.).
- Апресян Р. Г. Jus Talionis в трактате Гуго Гроция «О праве войны и мира» // Этическая мысль. Вып. 3 / Отв. ред. А. А. Гусейнова. — М.: ИФРАН, 2002. — С. 139—165.
- Apresyan R.G. Talion and the Golden Rule: A Critical Analysis of Associated Contexts / transl. by James E. Walker // Russian Studies in Philosophy. Issue 41:1. Summer 2002. — Р. 46—64.
- Апресян Р. Г. Метанормативное содержание принципов справедливой войны.  (недоступная ссылка с 19-05-2013 [4441 день] — история) // Полис. — 2002. — № 3. — С. 385—403.
- Апресян Р. Г. Гражданское неповиновение — в политической теории и социальной практике (Джон Ролз и Мохандас Ганди) // Насилие и ненасилие: Философия, политика, этика. Материалы международной электронной конференции… auditorium.ru / Под ред. Р. Г. Апресяна. — М.: МИОС, 2003. — С. 54—70.
- Апресян Р. Г. Европа: Новое время // История этических учений / Под общ. ред. А А. Гусейнова. М.: Гардарики, 2003. — С. 552—672.
- Апресян Р. Г., Прокофьев А. В. Утилитаризм // История этических учений / Под общ. ред. А. А. Гусейнова. М.: Гардарики, 2003. — С. 696—703.
- Апресян Р. Г. Эволюционная этика; // История этических учений / Под общ. ред. А. А. Гусейнова. — М.: Гардарики, 2003. — С. 703—710.
- Апресян Р. Г. Прагматизм // История этических учений / Под общ. ред. А. А. Гусейнова. — М.: Гардарики, 2003. — С. 710—716.
- Apresyan R.G. Civil Disobedience — in Political Theory and Social Practice (John Rawls and Mohandas Gandhi) // Gandhi Journal. May, 2003.
- Apresyan R.G. Obedience and Responsibility in Different Types of Military Ethics // Professional Ethics: A Multidisciplinary Journal, Vol. 10, Nos 2, 3, & 4, Summer, Fall, & Winter 2002. — P. 231—244.
- Apresyan R.G. Civil Society and Civil Participation // Democracy and the Quest for Justice: Russian and American Perspectives / Eds. William Gay, Tatiana Alexeeva. — Amsterdam; New York: Rodopi, 2004. — pp. 107–120;
- Апресян Р. Г. Политическая этика в Канаде (по материалам ресурсов Интернета) // Ведомости. Вып. 24: Политическая этика: социокультурный контекст / Под ред. В. И. Бакштановского и Н. Н. Карнаухова. — Тюмень: НИИПЭ, 2004. — С. 248—259.
- Апресян Р. Г. Парламентская этика в России: современная диспозиция // Ведомости. Вып. 24: Политическая этика: социокультурный контекст / Под ред. В. И. Бакштановского и Н. Н. Карнаухова. — Тюмень: НИИПЭ, 2004. — С. 128—138.
- Апресян Р. Г. Вид на профессиональную этику // Ведомости. Вып. 25: Профессиональная этика / Под ред. В. И. Бакштановского и Н. Н. Карнаухова. — Тюмень: НИИПЭ, 2004. — С. 160—181
- Апресян Р. Г. Закон талиона в развитии культуры (Очерк тенденций) // Человек. Наука. Цивилизация: К 70-летию академика РАН В. С. Стёпина. — М.: Канон+, 2004. — С. 789—799.
- Апресян Р. Г. Талион: его восприятие и видоизменения в христианстве и исламе // Сравнительная философия: Моральная философия в контексте многообразия культур / Отв. ред. — М. Т. Степанянц. — М.: Вост. лит—ра, 2004. — С. 221—229.
- Апресян Р. Г. Этика в высшем образовании // Ведомости Научно-исследовательского Института прикладной этики. Вып. 26: Этика образования. — Тюмень: НИИПЭ, 2005.
- Апресян Р. Г. Принцип наслаждения и интимные отношения (недоступная ссылка) // Человек. — 2005. — № 5. — С. 56—66. (копия)
- Апресян Р. Г. Идеал романтической любви в «постромантическую эпоху» // Этическая мысль. Вып. 6 / Под ред. А. А. Гусейнова. — М.: ИФРАН, 2005. — С. 201—218. (копия (недоступная ссылка))
- Апресян Р. Г. Понятие «надлежащее» в «Теории нравственных чувств» Адама Смита // Историко-философский ежегодник. — М.: Наука, 2005. — С. 88—107.
- Апресян Р. Г. Небезусловность ненасилия // Идея ненасилия в XXI веке: Сборник научных докладов. — Пермь: Пермский государственный технический университет, 2006. — С. 31—39.
- Apresyan R.G. The Idea of Tolerance in Today Russia // Russia and the West: Missed Opportunities, Unfulfilled Dialogs / Ed. E. Waegemans. — Brussels: Contractfotum, 2006. — P. 19—26.
- Апресян Р. Г. Понятие общественной морали (опыт концептуализации) // Вопросы философии. — 2006. — № 5. — С. 3—17.
- Апресян Р. Г. Свобода в справедливости // Ведомости [НИИПЭ]. Вып. 28. Свобода и справедливость / Под ред. В. И. Бакштановского, Н. Н. Карнаухова. — Тюмень: НИИПЭ, 2006.
- Апресян Р. Г. И. Кант и этика морального чувства // Сборник к 200-летию И. Канта / Под. ред. Н. В. Мотрошиловой. — М.: 2006.
- Апресян Р. Г. «Мне отмщение, Аз воздам»: О нормативных контекстах и ассоциациях заповеди «Не противься злому» // Этическая мысль. Вып. 7 / Под ред. А. А. Гусейнова. — М.: ИФРАН, 2006. — С. 59—78.
  - Перевод: «Revenge Is Mine, I Will Repay»: On the Normative Contexts and Associations of the Commandment «Resist Not Evil» // Russian Studies in Philosophy, 2009. — Vol. 48. — № 2. — Р. 8—27.
- Апресян Р. Г. Этическая проблематика в «Опыте о человеческом разумении» Дж. Локка // Историко-философский ежегодник. 2006 / Гл. ред. — Н. В. Мотрошилова, Отв. ред. — М. А. Солопова. — М.: Наука, 2006. — С. 132—151.
- Апресян Р. Г. Категорический императив: мораль — право — история: К выходу в свет книги Э. Ю. Соловьёва «Категорический императив нравственности и права» // Вопросы философии. — 2007. — № 7. — С. 167—175.
- Апресян Р. Г. Постклассические трансформации в философии любви // Вестник РГНФ. — М.: РГНФ, 2007. — С. 126—135.
- Апресян Р. Г. Разночтения любви // Грани познания. Наука, философия, культура в XXI в. / Под ред. Н. К. Удумян. Т. 2. — М.: Наука, 2007. — С. 325—342
- Апресян Р. Г. Феномен общественной морали // Актуальные проблемы современности сквозь призму философии. Вып. 1 / Отв. ред С. В. Девяткин. — Великий Новгород: НовГУ им. Ярослава Мудрого, 2007. — С. 57—86.
- Апресян Р. Г. И. Кант и этика морального чувства  (недоступная ссылка с 19-05-2013 [4441 день] — история) // Иммануил Кант: наследие и проект / Под ред. Н. В. Мотрошиловой. — М.: Канон+; Реабилитация, 2007. — С. 259—271.
- Апресян Р. Г. В ситуации неозадаченности (Ответы на воспросы экспертного опроса «Выберет ли Россия ценности гражданского общества?») // Ведомости НИИПЭ. Вып. 30: Миссия университета / Под ред. В. И. Бакштановского и Н. Н. Карнаухова. — М.: НИИПЭ, 2007. — С. 76—88.
- Апресян Р. Г. Общее понятие духовной культуры // Культурология: Учебник / Под ред. Б. А. Эренгросс. — М.: Оникс, 2007. — С.172—187.
- Апресян Р. Г. О праве лгать / Ред.-сост. номера — Р. Г. Апресян. — Логос. — 2008. — № 5. — С. 4—18. (копия)
  - Перевод: On the Right to Lie // Russian Studies in Philosophy, 2009—2010. — Vol. 48. — № 3. — Р. 9—25.
- Апресян Р. Г. О появлении понятия «золотое правило» // Этическая мысль. Вып. 8 / Под ред. А. А. Гусейнова. — М.: ИФРАН, 2008. — С. 194—212.
- Апресян Р. Г. Метадисциплинарные проблемы прикладной этики // Ведомости НИИПЭ. Вып. 32: Прикладная этика: «КПД практичности» / Под ред. В. И. Бакштановского, Н. Н. Карнаухова. — Тюмень: НИИПЭ, 2008. — С. 5—28.
- Апресян Р. Г. Мораль и культура // Ведомости НИИПЭ. Вып. 32: Прикладная этика: «КПД практичности» / Под ред. В. И. Бакштановского, Н. Н. Карнаухова. — Тюмень: НИИПЭ, 2008. — С. 188—209.
- Апресян Р. Г. Прикладная этика: возможности благотворной экспансии // Конструирование человека. В 2 т. Т. 1. Часть 1. Томск: Издательство Томского государственного педагогического университета, 2008. (Серия «Системы и модели: границы интерпретации»). — С. 5—15.
- Апресян Р. Г. Ценностные парадигмы воспитания // Вестник Томского государственного педагогического университета. — 2008. — № 1. — С. 91—97.
- Апресян Р. Г. О допустимости неправды по обязанности и из заботы. Один случай Канта [Доклад, участие в обсуждении и заключение] // Человек. — 2008. — № 3, № 4.
- Apresyan R.G. Whether There is the Golden Rule in Aristotle’s Ethics? // XXII World Congress of Philosophy. Rethinking Philosophy Today. — Seoul: Seoul National University, 2008.
- Апресян Р. Г. Экологическая этика в университетском приложении // Ведомости НИИПЭ. Вып. 33: Новое самоопределение университета / Под ред. В. И. Бакштановского, Н. Н. Карнаухова. — Тюмень: НИИПЭ, 2008. — С. 238—254.
- Апресян Р. Г. Экологическая этика в системе прикладного этического знания: предмет, методология, проблематика // Основы экологической этики: учеб. пособие / Под общ. ред. Т. В. Мишаткиной, С. П. Кундаса. — Минск: МГЭУ им. А. Д. Сахарова, 2008. — С. 5—21.
- Апресян Р. Г. Случай Ахикара (К происхождению морали) // Философия и культура. Научный журнал. — 2008. — № 9. — С. 74-86.
- Апресян Р. Г. Этический образ будущей профессии выпускника университета // Ведомости НИИПЭ. Вып. 34:/ Под ред. В. И. Бакштановского. — Тюмень: НИИПЭ, 2008.
- Апресян Р. Г. Комментарии к дискуссии // Логос. — 2008. — № 5.
- Апресян Р. Г. Этика героического энтузиазма Джордано Бруно // Этическая мысль. Вып. 9 / Под ред. А. А. Гусейнова. — М.: ИФРАН, 2009. — С. 44—64.
- Апресян Р. Г. Золотое правило в этике Аристотеля // Философия и этика. Сборник научных трудов: К 70-летию академика А. А. Гусейнова / Отв. ред. и сост. — Р. Г. Апресян. — М.: Альфа-М, 2009. — С. 157—170.
- Апресян Р. Г. Абдусалам Гусейнов. Очерк творчества // Философия и этика. Сборник научных трудов: К 70-летию академика А. А. Гусейнова / Отв. ред. и сост. — Р. Г. Апресян. — М.: Альфа-М, 2009. — С. 35—60.
- Апресян Р. Г. О [не]допустимости лжи (Об одном кантовском рассуждении) // Философский журнал. № 1 (2). — М.: ИФ РАН, 2009.
- Апресян Р. Г. Этическая эволюция А. А. Гусейнова // Вестник Московского ун-та. Сер. 7. Философия. — 2009. — № 6. — С. 21—29.
- Апресян Р. Г. Этика силы — в противостоянии насилию и агрессии // Вопросы философии. — 2010. — № 9. — С. 164—174.
- Апресян Р. Г. Философия любви: основные тенденции развития и типы теорий // Колегія. — 2010. — № 7. — С. 43—65.
- Апресян Р. Г. Три понятия морали Абдусалама Гусейнова // Российская философии продолжается: из XX века в XXI / Под ред. Б. И. Пружинина. — М.: РОССПЭН, 2010. — С. 258—311.
- Апресян Р. Г., Прокофьев А. В. Проблемы справедливости в современных общественных дебатах — в России и в мире // Россия в диалоге культур / Отв. ред. А. А. Гусейнова, А. В. Смирнов, Б. О. Николаичев. — М.: Наука, 2010. — С. 571—610.
- Апресян Р. Г. Мораль: практичность и действенность // Ведомости. Вып. 37: Модернизация. Университет. Прикладная этика / Ред.: В. М. Бакштановский, В. В. Новосёлов. — Тюмень, 2010. — С. 137—148.
- Апресян Р. Г. Морально-философский смысл дилеммы антропоцентризма и нон-антропоцентризма // Этическая мысль. Вып. 10 / Под ред. А. А. Гусейнова. — М.: ИФРАН, 2010. — С. 5—19.
- Апресян Р. Г. Понятие общественной морали: Послесловие к дискуссии // Вопросы философии. — 2010. — № 2. — С. 63—75.
- Апресян Р. Г. Прикладная этика: метадисциплинарные проблемы // Колегія. — 2010. — № 7. — С. 66—77.
- Апресян Р. Г. Дилемма антропоцентризма и нон-антропоцентризма // Environmental Ethics: The Power of Ethics for Sustainable Development / Eds.: Nijolė Vasiljevenė, Agnė Jurčukonitė. — Vilnius, 2010. — P. 110—122.
- Apresyan R.G. The Practices of Mercy // Dostoevsky’s Brothers Karamazov: Art, Creativity, and Spirituality / Ed. P. Cicovacki, M. Granik. — Heidelberg: Universitaetsverlag Winter, 2010. — P. 115—129.
- Апресян Р. Г. Этическое регулирование жизни университета: возможности и опыт // Утопия и образование: Сборник трудов Международной научно-практической конференции / Гл. ред.: И. В. Мелик-Гайказян. — Томск, 2011. — С. 28—51.
- Апресян Р. Г. О морали // Философия. Политика. Культура: Материалы школы молодого философа / Ред.: С. А. Никольский. — М., 2011. — С. 37—56.
- Апресян Р. Г. О праве лгать // О праве лгать / Сост. и ред.: Р. Г. Апресян. — М., 2011. — С. 10—24.
- Апресян Р. Г. Об источниках морального долженствования // Свобода совести и культура духовности (философско-этические, религиозные и культурные аспекты): Часть 2 / Ред.: М. Г. Писманик. — Пермь, 2011. — С. 37—48.
- Апресян Р. Г. Предисловие // О праве лгать / Сост. и ред.: Р. Г. Апресян. — М., 2011. — С. 3—9.
- Апресян Р. Г. Смысл морали в философии Юма // Дэвид Юм и современная философия: Материалы международной конференции (Москва, 15—17 ноября 2011 г.). Т. 5: Моральная философия. — М., 2011. — С. 5—9.
- Апресян Р. Г. Комментарий к дискуссии // О праве лгать / Сост. и ред.: Р. Г. Апресян. — М., 2011. — С. 204—222.
- Апресян Р. Г. Коммуникативный источник морального долженствования // Этическая мысль. Вып. 11 / Отв. ред.: А. А. Гусейнов. — М., 2011. — С. 5—29.
- Апресян Р. Г. Кому выбирать модернизацию // Ведомости. Вып. 38: Прикладная этика для магистрантов и профессоров / Ред. В. И. Бакштановский, В. В. Новосёлов. — Тюмень, 2011. — С. 50—58.
- Апресян Р. Г. Нравоперемена Ахилла: к первичному генезису морали // Философский журнал. — № 1 (6). — М.: ИФ РАН, 2011. — С. 115—133.
- Апресян Р. Г. Истоки морали в архаическом обществе. На материале «Илиады» (Часть 1) // Человек. — № 3. — 2011. — С. 21—40;
- Апресян Р. Г. Истоки морали в архаическом обществе. На материале «Илиады» (Часть 2) // Человек. — № 4. — 2011. — С. 21—39.
- Апресян Р. Г. Феномен взаимности: коммуникативные и нормативные предпосылки исторического формирования морали // Вестник Российского университета дружбы народов. Серия: Философия. — 2012. — № 1. — С. 75—90.
- Апресян Р. Г. Слова любви: eros, philia, agape // Философия и культура. — № 8 (56). — 2012.

### Переводы
- Шаварский З. Право на благодарность // Этическая мысль. Вып. 8 / Под ред. А. А. Гусейнова. — М.: ИФРАН, 2008. — С. 213—228. (пер. с англ.)

### Рецензии
- Апресян Р. Г. Рец. на кн.: «Моральный выбор в политике» (авт. — Б. Г. Капустин) — и хрестоматию: «Мораль в политике» (сост. и отв. ред. — Б. Г. Капустин) // Этическая мысль. Вып. 5. — М.: ИФ РАН, 2004.
- Апресян Р. Г. Рец. на кн.: Ренате Ратмайр «Прагматика изменения» // Этическая мысль. Вып. 5. — М.: ИФ РАН, 2004.
- Апресян Р. Г. Рец. на кн.: С. Бенхабиб. Притязания культуры: Равенство и разнообразие в глобальную эру / Пер с англ. под ред. В. Л. Иноземцева. — М.: Логос, 2003.

### Выступления на конференциях, публичные лекции и доклады
- Apresyan R.G. «Linguistic Violence». — «Gandhi and the Twenty first Century»: International Seminar, New Delhi-Sewagram, January 30 — February 4, 1998.
- Apresyan R.G. «Civil Disobedience — in Political Theory and Social Practice (John Rawls and Mohandas Gandhi)». — Nonviolent Struggles in the Twentieth Century and Their Lessons for the Twenty first: International Workshop, Delhi, October, 5—12 1999;
- Апресян Р. Г. «Исполнительность и ответственность в различных типах воинской этики». — Международный коллоквиум «Воинская исполнительность. Этические, военные и правовые аспекты» («Military Obedience. Ethical, Military and Legal Aspects»). Брюссель (Бельгия), 27—29 июля 2001.
- Апресян Р. Г. «Естественное право, реализм и справедливость в разрешении насильственных конфликтов». — Международный семинар «Рациональность и сообщество» («Rationality and Community»). — Осло, 8—9 июня 2002.
- Апресян Р. Г. «И. Кант и этика морального чувства». — Международная конференция к 250-летию со дня смерти И. Канта, Институт философии РАН, Москва, 24—28 мая 2004 года.
- Апресян Р. Г. «Преподавание этики», «Этика отношения к животным»: содоклады. Международная конференция КОМЭНТ ЮНЕСКО «Этика науки и техники», Бангкок, 23—25 марта 2005.
- Апресян Р. Г. «Роль академий в решении этических проблем». — Международная конференция ALLEA (Европейской Федерация национальных академий) «Common Values in the European Research Area: European Scientists and Scholars Meeting their Responsibility», Амстердам, 19—20 мая 2005.
- Апресян Р. Г. «Идея толерантности в современной России». — «Russia and the West: Missed Opportunities, Unfulfilled Dialogs», Международная конференция в рамках биеналле Europalia, 25—26 октября, 2005.
- Apresyan R.G. «Teaching of Ethics of Science and Technology». — 5th Session of UNESCO COMEST, Дакар, Сенегал, 5—9 декабря 2006.
- Apresyan R.G. «Studies in Ethics in the USSR and Russia Today». — Dialogues, Forum for European Philosophy. London School of Economics, Лондон, Великобритания, 26 сентября 2007.
- Apresyan R.G. «Philosophy of Love: Classical and Postclassical Paradigms». — Исследовательский семинар Кафедр философии University of Hull, Халл, Великобритания, 2 октября 2007.
- Апресян Р. Г. «Новый образовательный проект ЮНЕСКО в области биоэтики». — Деятельность комитетов по биоэтике и биоэтическое образование. Международная научно-практическая конференция. Минск, 14—15 ноября 2007.
- Апресян Р. Г. «О допустимости неправды из человеколюбия. Другой взгляд на один случай Канта». — Теоретический семинар Сектора этики ИФРАН, 20 декабря 2007.
- Apresyan R.G. «The Golden Rule in the Ethics of Aristotle». — Теоретический семинар Кафедры философии College of the Holy Cross, Вурстер, США, 9 апреля 2008.
- Apresyan R.G. «The Practices of Mercy in The Brothers Karamazov». — «Art, Creativity, and Spirituality in Dostoevsky’s Brothers Karamazov». College of the Holy Cross, Вурстер, США, 10—12 апреля 2008.

## Награды
- Почётный доктор Упсальского университета (факультет теологии) (2012)[2]